# Rów Zbylutowski
Rów Zbylutowski (Rów Zbylutowa) – według podziału fizycznogeograficznego Jerzego Kondrackiego niewielki mikroregion wchodzący w skład mezoregionu Pogórza Kaczawskiego. Rozciąga się on południkowo od Doliny Bobru w rejonie Żerkowic na zachodzie do Zagrodna – Uniejowic – Wojcieszyna na wschodzie. Od północy graniczy z Pogórzem Bolesławieckim, od wschodu z Kotliną Proboszczowa, od południa ze Wzniesieniami Płakowickimi a od zachodu, poprzez Dolinę Bobru z Pogórzem Izerskim.
Podłoże zbudowane jest w większości ze skał osadowych i wulkanicznych niecki północnosudeckiej. Są to dolnopermskie (czerwony spągowiec) piaskowce, zlepieńce, mułowce, porfiry i melafity oraz ich tufy; górnopermskie (cechsztyn) wapienie i dolomity; triasowe piaskowce, mułowce i wapienie oraz górnokredowe piaskowce, margle, iłowce. W kilku miejscach przebijają je trzeciorzędowe kominy bazaltowe. Wschodnia część Pogórza należy do metamorfiku kaczawskiego i zbudowana jest ze starszych skał metamorficznych. Są to staropaleozoiczne (ordowickie i sylurskie) fyllity i łupki. Na tych skonsolidowanych skałach zalegają piaski i żwiry trzeciorzędowe i czwartorzędowe oraz plejstoceńskie gliny zwałowe.
Krajobraz jest lekko pofalowany i poprzecinany dolinami rzek i potoków. Miejscami występują strome krawędzie i skałki zbudowane z piaskowców górnokredowych (Skała z Medalionem).
Zachodnia, większa część Rowu Zbylutowa należy do zlewni Bobru i jego dopływu Bobrzycy, wschodnia do Skorej – dopływu Czarnej Wody, a przez nią Kaczawy.

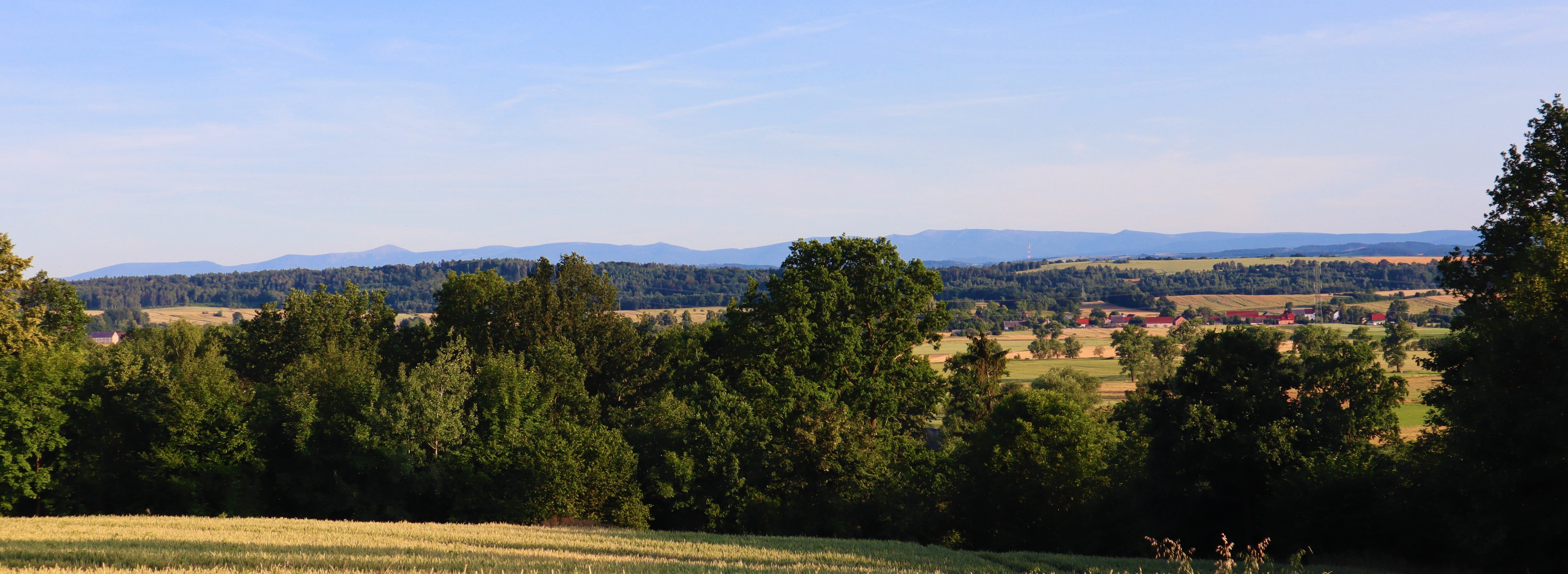
Panorama Rowu Zbylutowskiego ze wzgórz ponad Gaszowem

## Miejscowości
Ważniejsze miejscowości: Chmielno, Gaszów, Grodziec, Nowa Wieś Grodziska, Sędzimirów, Skała, Skorzynice, Uniejowice, Wojcieszyn, Zagrodno, Zbylutów, Żerkowice.